# Onitis lansbergei
Onitis lansbergei là một loài bọ cánh cứng trong họ Bọ hung (Scarabaeidae).